# Louis Begley
 (mars 2019).
Si vous disposez d'ouvrages ou d'articles de référence ou si vous connaissez des sites web de qualité traitant du thème abordé ici, merci de compléter l'article en donnant les références utiles à sa vérifiabilité et en les liant à la section « Notes et références ».
Louis Begley est un romancier américain, né le 6 octobre 1933 à Stryj en Pologne.

## Biographie
Louis Begleiter est né à Stryï dans l'Est de la Pologne (aujourd'hui en Ukraine). Il est le fils unique d'un médecin juif. À partir de 1941, sa mère et lui parviennent à survivre en prenant l’identité de catholiques polonais et en se cachant dans des endroits différents : Lviv, Varsovie, Cracovie, pour échapper aux recherches.
Son père, est lui contraint de fuir en compagnie de l'Armée soviétique à la suite de l'invasion de la partie est de la Pologne en 1941 et se réfugie à Samarcande en République socialiste soviétique d'Ouzbékistan.
Louis Begley a émigré aux États-Unis avec ses parents en 1946. Il grandit dans le quartier de Brooklyn à New York. Avocat, diplômé de Harvard en 1959, il vit à New York. Son premier roman, Une éducation polonaise, a obtenu le prix Médicis en 1992. Il est inspiré par ses souvenirs d'enfance. Il relate l'histoire d'un enfant juif qui vit caché dans Varsovie occupée par les nazis sous une fausse identité. Louis Begley est passionné par Franz Kafka à qui il a consacré un essai The Tremendous World I Have Inside My Head, essai dans lequel il explore la biographie et le monde narratif de Kafka. Il est marié à Anka Muhlstein, écrivaine française. Son fils, Peter Begley (d), peintre et sculpteur, vit à Paris alors que ses deux autres enfants Adam Begley (en), critique littéraire et écrivain et Amey Begley Larmore dite Laura Moore (d), romancière, sont établis respectivement au Royaume-Uni et en Nouvelle-Angleterre.

## Œuvres
- Une éducation polonaise (Wartime Lies), 1991, Grasset, 1992 — Prix Médicis étranger
- L'Homme en retard, Grasset, 1994
- Le Regard de Max, Grasset, 1995
- L'Automne romanesque, Grasset, 1997
- Mr. Schmidt, Grasset, 1997, adapté au cinéma en 2003 sous le même titre
- Mistler prend congé, Grasset, 1999
- Monsieur Schmidt libéré (Schmidt delivered), traduction de Pierre Guglielmina, Paris, Bernard Grasset, 2002, 339 p.  (ISBN 2-246-61311-6)
- The Tremendous World I Have Inside My Head  (essai sur Kafka), 2008
  - Le monde prodigieux que j’ai dans la tête (traduction de Patrick Hersant (d)), Odile Jacob, 2009  (ISBN 978-2-7381-2251-3)
- Affaires d’honneur, Éditions du Rocher, 2008
- Memories of a Marriage 2013
  - Souvenirs d'un mariage, Piranha, 2016
- Killer, Come Hither (2015)
- Kill and Be Killed (2016)
- Killer's Choice (2019)
- New Life of Hugo Gardner (2020)